# Saint-Ouen-des-Alleux

Saint-Ouen-des-Alleux este o comună în departamentul Ille-et-Vilaine, Franța. În 1 ianuarie 2022 avea o populație de 1.308 de locuitori.